# Veranika Ivanova
Veranika Ivanova (en bielorruso: Вераніка Іванова; 24 de septiembre de 1996) es una deportista bielorrusa que compite en lucha libre.
Ganó una medalla de bronce en los Juegos Europeos de Bakú 2015 y tres medallas de bronce en el Campeonato Europeo de Lucha entre los años 2018 y 2024.

## Palmarés internacional
| Juegos Europeos    | Juegos Europeos    | Juegos Europeos   | Juegos Europeos |
| Año                | Lugar              | Medalla           | Categoría       |
| ------------------ | ------------------ | ----------------- | --------------- |
| 2015               | Bakú (Azerbaiyán)  | Medalla de bronce | 60 kg           |
| Campeonato Europeo |                    |                   |                 |
| Año                | Lugar              | Medalla           | Categoría       |
| 2018               | Kaspisk (Rusia)    | Medalla de bronce | 62 kg           |
| 2021               | Varsovia (Polonia) | Medalla de bronce | 62 kg           |
| 2024               | Bucarest (Rumania) | Medalla de bronce | 62 kg           |